# Eosembia apterosa
Eosembia apterosa is een insectensoort uit de familie Oligotomidae, die tot de orde webspinners (Embioptera) behoort. De soort komt voor in Thailand.
Eosembia apterosa is voor het eerst wetenschappelijk beschreven door Poolprasert & Edgerly in 2011.